# Гуннский поход 395 года

Провинции Римской империи в 395 году.

Гуннский поход 395 года — вторжение гуннов в восточные провинции Римской империи: Армению, Каппадокию, Киликию и Сирию.

## Предпосылки
Предпосылкой похода стал кризис Римской империи, вызванный ее разделом на западные и восточные части после смерти Феодосия I. Правителем Восточной Римской империи стал несовершеннолетний Аркадий, опекуном которого был Руфин. Обитавшие на нижнем Дунае в качестве федератов вестготы были ослаблены в битве на реке Фригид (394 год), подавляя мятеж Арбогаста.

## Хронология
Первоначально гунны по льду Дуная перешли границу империи и вторглись во Фракию, разоряя поселения готов. Историки подозревают связь гуннского похода с интригами римского регента Руфина. В любом случае, византийским властям удалось договориться с гуннами. Однако затем, вернувшись в причерноморские степи, они собрали коалицию кочевников, включая акациров и хионитов, и начали новое вторжение уже с территории Северного Кавказа. Примечательно, что Боспорское царство и аланы, а также, возможно, персы либо сохраняли нейтралитет, либо находились в союзе с гуннам.
Кочевники на лошадях двинулись через Дарьяльское ущелье в Армению. Они достигли Мелитины. Из-за дезорганизации Римской империи гунны практически не встречали сопротивления. Боеспособные римские легионы Стилихона были заняты противостоянием с мятежными готами Алариха, который угрожал Константинополю. Через Каппадокию гунны дошли до реки Галис и повернули в Киликию, откуда направились в Сирию. Гунны осадили Антиохию и был слух, что они собираются идти к Иерусалиму. Весной 396 г. они вернулись в Предкавказские степи через Дербентский проход.

## Последствия
Результатом похода стал захват многочисленных пленников. Вследствие слухов о связи гуннов с византийским регентом Руфином, последний был убит в результате заговора. Впрочем, поход не испортил отношений гуннов с византийцами, поскольку спустя 4 года король гуннов Ульдин выступал союзником Константинополя.